# Bronisław Pilawski
Bronisław Pilawski (ur. 1919, zm. 2008) – polski specjalista ekonomii i handlu. Absolwent Uniwersytetu Jana Kazimierza we Lwowie i Akademii Handlowej w Krakowie. Od 1970 profesor na Wydziale Inżynieryjno-Ekonomicznym (od 1972 Wydziale Informatyki i Zarządzania) Politechniki Wrocławskiej i dziekan tego wydziału (1968-1972 i 1981-1987).